# シレジア
シレジア（Ślōnsk、Śląsk）は、現在のポーランド南西部からチェコ北東部（プロイセン王国時代の行政区画も含めればドイツ東部のごく一部も）に属する地域の歴史的名称。交易の要衝であり、石炭や鉄・銅など様々な天然資源が豊富で、穀倉地帯を持つことから支配者は様々に変化してきた。

## 呼称
各国語の表記。
- ポーランド語：シロンスク（Śląsk）
- ドイツ語：シュレージエン（Schlesien)[2]
- チェコ語：スレスコ（Slezsko）
- ハンガリー語：シレージア（Szilézia）
- 英語：シリージア,  サイリージア                                  （Silesia [sɨˈliːʒə, saɪˈliːʒə, -zjə, -ʃə]）

東側を上シレジア（オーバーシュレージエン、グルヌィ・シロンスク）、西側を下シレジア（ニーダーシュレージエン、ドルヌィ・シロンスク）と呼称することがある。

## 歴史
ヨーロッパの各地方のうちでも特に複雑な歴史を持っている。特に大炭田が発見されてからは争奪の対象になった。

### 中世前期
歴史が記録されはじめた中世には、住民の大多数はスラヴ民族系の諸部族であった。古代から中世初期にかけて、シレジアからヴィエルコポルスカにかけての一帯はプシェヴォルスク文化が栄え、その担い手はヴァンダル族であった。ヴァンダル族の一部は南方へ遠征し、シチリア島や北アフリカにヴァンダル王国を築いていたが、王国が東ローマ帝国に滅ぼされた534年ごろから彼らは大挙して故地に戻ってきたという。7世紀にはフランク王国のピピン1世がこの地方でヴァンダル族と遭遇しているが、その後のヴァンダル族についての記録はない。この7世紀にスラヴ民族の部族連合国家として成立したサモ王国（623年-658年）の一部であった。9世紀になるとシレジアはモラヴィア王国に属した。845年頃の氏名不詳の人物「バイエルン人の地理学者」（Geographus Bavarus）によるドナウ川以北の地名や都市名を記した書物によれば、この地方にはシレジア人（Silesians）、ダドシャニ人（Dadoshanie）、オポーレ人（Opolanians）、ルピグラア人（Lupiglaa）、ゴレンシツェ人（Golenshitse）が、下流の西ポメラニアにはヴォリニア人（Wolinians）やピジカン人（Pyrzycans）が住んでいたとある。プラハの司教管区の文書（1086年）には、シレジアに住む Zlasane, Trebovyane, Poborane, Dedositze などの民族の名が記されている。

国章

### ポーランド王国黎明期
10世紀末のポーランド一帯に関して記した古文書の断章「Dagome iudex」では、990年頃のミェシュコ1世とその養女で2番目の妻であるオーダ・フォン・ハルデンスレーベン（Oda von Haldensleben）の領地（グニェズノのピャスト朝の支配地域）はオドラ川（オーデル川）からモラヴィア、クラクフ、プロシアへと広がっていたという。

### ポーランド王国の成立と空位時代
12世紀になるとミェシュコ1世の長男で、ポーランド王国の正式な初代国王となったボレスワフ1世は、戴冠以前の数十年間を、各地をまとめる天下統一事業に尽力した。王国が成立すると共に神聖ローマ皇帝及びカトリック教会との間でシレジアのポーランド王国帰属を正式に画定した。王位継承問題に端を発した政争によってポーランドで国王が不在の空位時代になると、ポーランド王国は王家であるピャスト家の公や妃によって大きく7つの地方に分割相続され、シレジア地方はそのうちシレジア公国群として統治された。

### モンゴル襲来による荒廃と復興のための移民奨励
ポーランド王国の空位時代はまだ続き、12世紀にシレジア公の継承権を巡ってシレジアのピャスト家の間でお家騒動が起きると、ポーランド大公ヴワディスワフ2世は弟たちに敗れてドイツへ亡命、支援を受ける見返りに当時のローマ王コンラート3世に臣従、ポーランドへ戻れないまま1159年に死んだが、息子のボレスワフ1世はコンラート3世の甥の神聖ローマ皇帝フリードリヒ1世の支援で1163年に帰国、シレジア公に即位した。しかし、これはポーランドでは国家に対する違法な反逆行為とみなされ、以後シレジアの継承権はポーランド王国と神聖ローマ帝国との確執の根源となり、第二次世界大戦まで続いたシレジアを巡るポーランドとドイツとの間の近代紛争の遠因となる。
13世紀のモンゴルのポーランド侵攻で起きたレグニツァの戦いによって、ヨーロッパ連合軍の総大将であったボレスワフ1世の孫でシレジア公（兼クラクフ公）のヘンリク2世が戦死し、シレジア全土が荒廃すると、それ以降は復興のためこの地のピャスト家諸侯はヨーロッパ各地からの移民の入植を奨励し、農民や都市民、坑夫としてドイツ（神聖ローマ帝国）人の移民を特に積極的に誘致した。この移民奨励策の結果、シレジアは徐々にドイツ人文化の影響を受けるようになった。

### 帰属問題
神聖ローマ帝国では14世紀初めにシレジアのボヘミア王国への帰属が決められ、帝国の領邦とされることになった。神聖ローマ皇帝にもなったボヘミア王カレル1世（皇帝カール4世）は、「聖ヴァーツラフの王冠諸邦」（ボヘミア王冠領）としてシレジアをボヘミア王国の中に統合した。シレジアの帰属を巡ってボヘミア王国と長く断続的な戦争をしていたポーランド王国は、カジミェシュ3世（大王）が外国との紛争よりも国内経済の発展を重視したため、カレル1世と休戦協定を結び、シレジアの神聖ローマ帝国への帰属を承認した。シレジアのドイツ人移民は増え続け、もとからいたポーランド系住民も徐々にドイツ文化に同化していった。16世紀にハプスブルク家がボヘミア王位を獲得すると、シレジアもハプスブルク君主国に組み入れられることとなった。
ただし、神聖ローマ帝国における封建領主としてシレジアの各地を実際に統治していたのは、ポーランド王家のピャスト家のシレジアにおける複数の分家であるシロンスク・ピャスト家で、このシロンスク・ピャスト家の家系については、本家であるシレジア（＝シロンスク）公家が16世紀まで、その他のシロンスク・ピャスト家の一部は男系が17世紀まで続き、傍系は18世紀まで続いた。
1702年に現在のヴロツワフ大学の基礎となる大学が設けられた。

### オーストリアとプロイセン王国による争奪戦

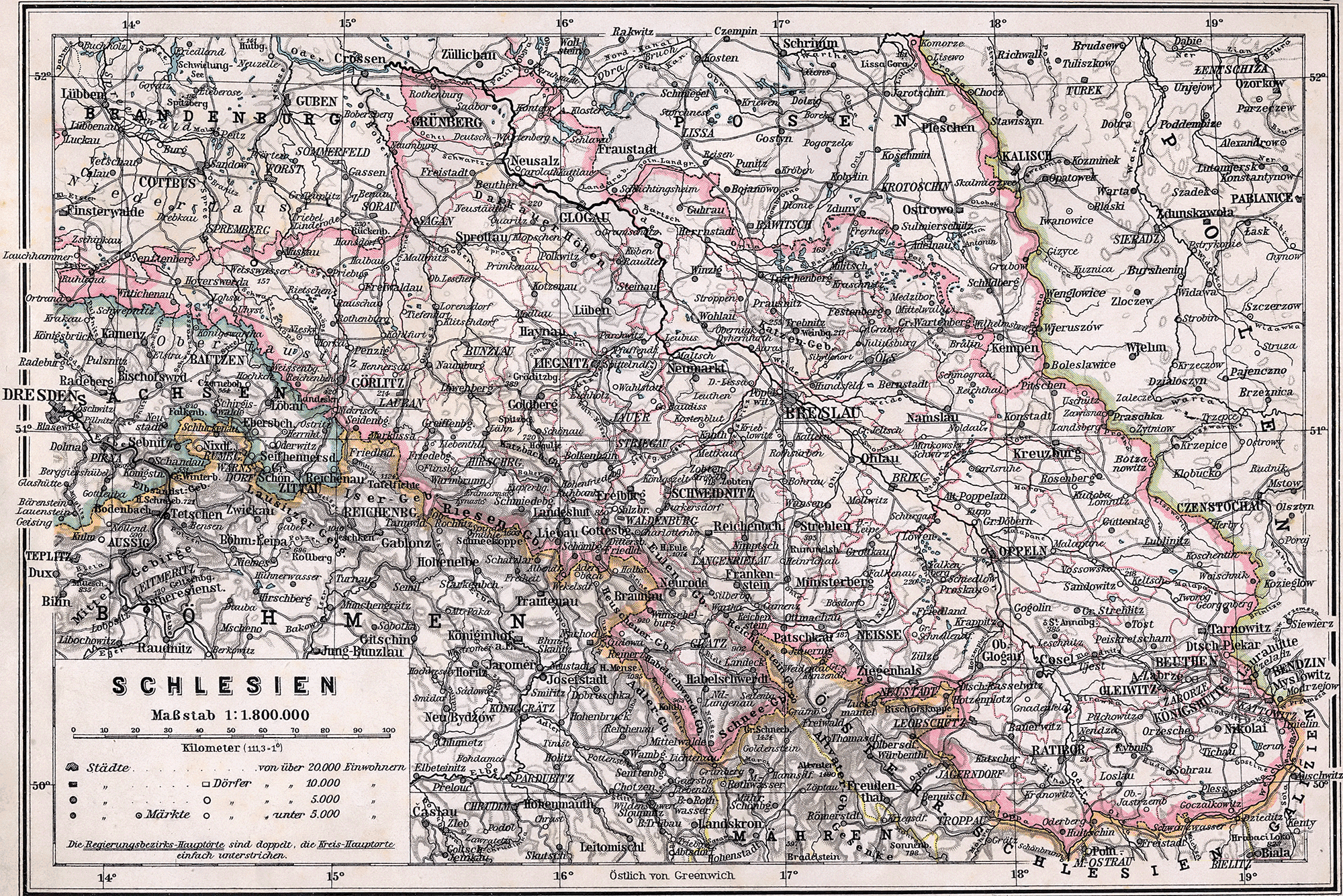
シレジアの地図（1905年） 現在のチェコ北東部のわずかな領域を除くと、大部分がポーランド南西部に広がる。地図中央に中心都市ヴロツワフが見える

シロンスク・ピャスト家が断絶した後、1740年にハプスブルク家の家督をマリア・テレジアが継承すると、プロイセン王フリードリヒ2世は継承を承認する見返りに、ボヘミア王国の領邦としてハプスブルク家が領有していたシレジアの割譲をマリア・テレジアに要求した。マリア・テレジアはこれを受け入れなかったため、12月16日プロイセンは宣戦布告もせずにシレジアの大部分（後にプロイセン領シュレージエン地方、1815年 - 1919年）を占領した（第一次シュレージエン戦争、1740年 - 1742年）。この時占領されずにハプスブルク領として残ったのが、1918年まで存続したオーストリア領シュレージエン（1742年 - 1918年）である。
オーストリア継承戦争（1740年 - 1748年）が始まり、ザクセン、バイエルン、フランスも領土分割を求めて敵に回ったため、プロイセンとはシレジアの領有を認めた上で講和せざるをえなかった。第二次シュレージエン戦争（1744年 - 1745年）にも失敗してシレジアを奪われたマリア・テレジアは非常に憤り、フリードリヒ2世を「シュレージエン（シレジア）泥棒」と罵った上でプロイセンへの復讐を誓った。マリア・テレジアは当時犬猿の仲とされていたフランスと同盟を締結（外交革命）、シレジアの奪回をかけて1756年、プロイセンとの戦争を再開した。これが七年戦争（第三次シュレージエン戦争、1756年 - 1763年）である。結局三次に渡るシュレージエン戦争でもシレジアの奪回には成功せず、シレジアのプロイセンによる領有が決定した。

### プロイセンによる領有
シレジアはハプスブルク領の時代にも独立性のあった地域で、ハプスブルク家による再カトリック化の努力にもかかわらず、少なからぬ住民がプロテスタント教徒となっていた。そのため、プロイセン軍はハプスブルク家のカトリック支配からの解放軍としてシレジアのプロテスタント系住民から歓迎され、プロイセンによる領有が恒久化する一因となった。

### 近代の住民
ハプスブルク時代までに、シレジアの住民の半分以上はドイツ語教育によりドイツ化されていたとされるが、プロイセン領となってからはさらに徹底したドイツ化政策がとられた。また、農民の入植や鉱業の発展にも努力し、それによって人口も大幅に増加した。しかし、ポーランド語やその方言を母語とする住民の増加は、ドイツ系言語を母語とする住民を上回るものであった。1910年にはポーランド語話者は上シレジアの人口の70%を占めていた。つまり、この地の住民の7割はポーランド系であった。しかし、当時のこの地方では民族を最優先の価値とする、いわゆる国民国家というものに対する意識は希薄で、スラヴ語を母語とするにもかかわらず、国家としてはドイツへの帰属意識を持つ住民も少なくなかった。
事実、第一次世界大戦後にポーランド第二共和国が成立すると、わずかに最東部のカトヴィッツ周辺のみがポーランド領となったが、その際に行なわれた住民投票では、ドイツ領にとどまるべきという意見が半数を超えていた。ただし、人口が集中し、地元住民のドイツ化教育がよく浸透した大都市部ではドイツ領を選択する者が多かったものの、ほとんどの地域ではポーランド領を選択したという、非常に複雑なものであった。

### 迫害と大蜂起
シレジアの他の地域はヴァイマル共和国の時代もドイツ領にとどまった（en:Province of Lower Silesia、en:Province of Upper Silesia）。しかし、ドイツ系住民によるポーランド系住民への迫害が激化するにつれて、ドイツ人至上主義に反発したポーランド系住民の民族意識が高まっていき、シレジアのポーランド領への併合を求める住民による武装大蜂起が3度発生した（シレジア蜂起、1919年 - 1921年）。1918年にen:Cieszyn Silesiaを除くスレスコが新たに出来たチェコスロバキアの一部を構成していたが、1920年にチェコスロバキアとポーランドに分割された。1920年のヴェルサイユ条約でプロイセン領シュレージエン地方であったen:Hlučín Regionもチェコスロバキア領に編入された。

### ナチス・ドイツによる迫害
ナチス・ドイツがポーランド侵攻を開始して第二次世界大戦が発生すると、シレジアのポーランド系住民はドイツ系住民の民兵組織である「自衛団」（Selbstschutz）により虐殺され、虐殺をまぬがれた住民は、ヒトラーの命令を受けたナチス親衛隊により、ポーランド東部に設置されたポーランド総督府と呼ばれる地域へ追放された。

### 第二次世界大戦後
1945年ナチス・ドイツ敗北後、ソ連、アメリカ、イギリスが交わしたヤルタ協定によって戦前ポーランド領であったガリツィア地方をソ連が占領、そこに住んでいたポーランド人を追放し、戦中に総督府へ追放されていたポーランド系シレジア系住民の生き残りの人々とともに東プロイセンやシレジアに移住させることにした。ソ連の指導者であったスターリンは、中世ポーランド王国の初代国王ボレスワフ1世が画定していた領土回復に固執し（回復領）、以後シレジアはポーランド領とされた。このためシレジアのドイツ人たちが戦後の東西ドイツに追放されていくことになった（ドイツ人追放）。彼らはポーランド国籍と公用語としてのポーランド語の習得の2つを条件に、ポーランドに留まる自由選択権も与えられていたが、ほとんどのドイツ系住民と多くのポーランド系ドイツ人はそれを拒否したため、実際のところはポーランドに留まる決断をした一部の人々（主に現在のオポレ県の県民）を除いて大半がシレジアを離れることになった。ポーランド・ドイツ間の新しい国境はオーデル・ナイセ線に置かれることになった。この国境線を当時の東ドイツは承認したが、東ドイツの国家主権を認めない西ドイツは承認しなかった。

### 修復と復興

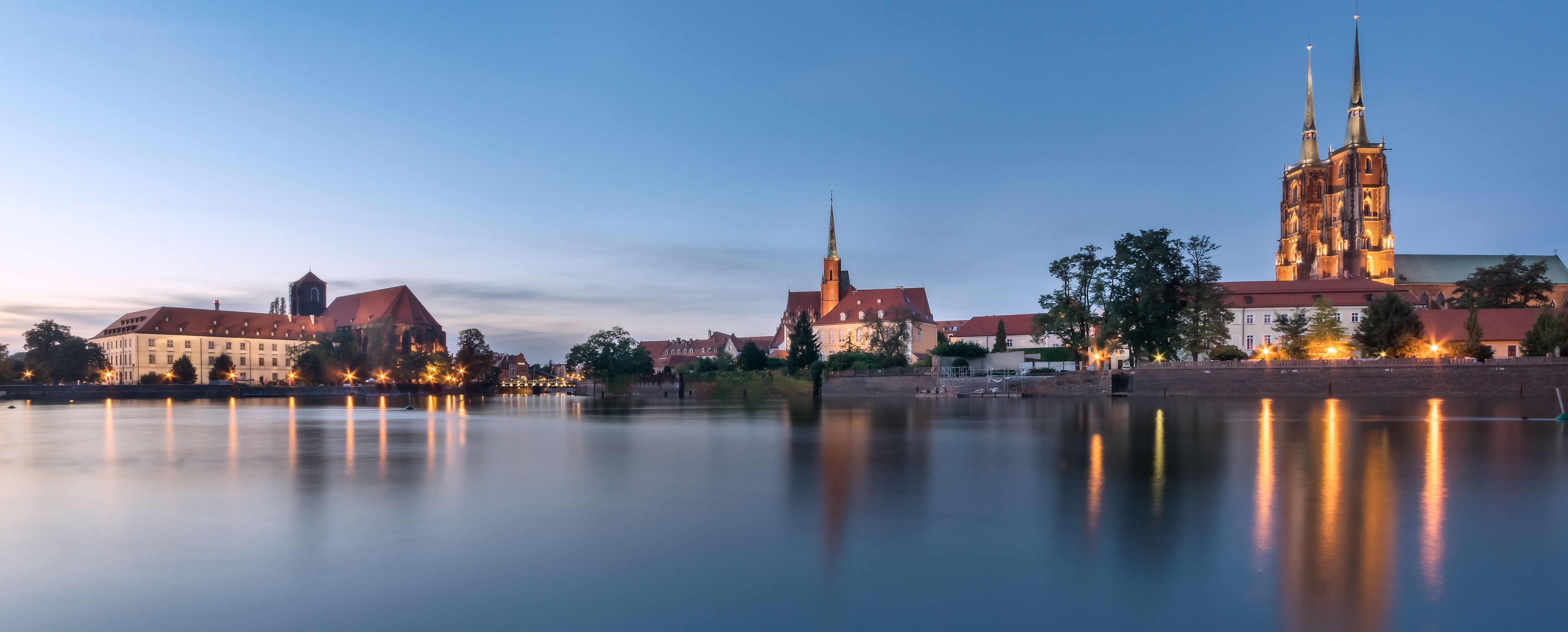
オデラ川（ヴロツワフ）

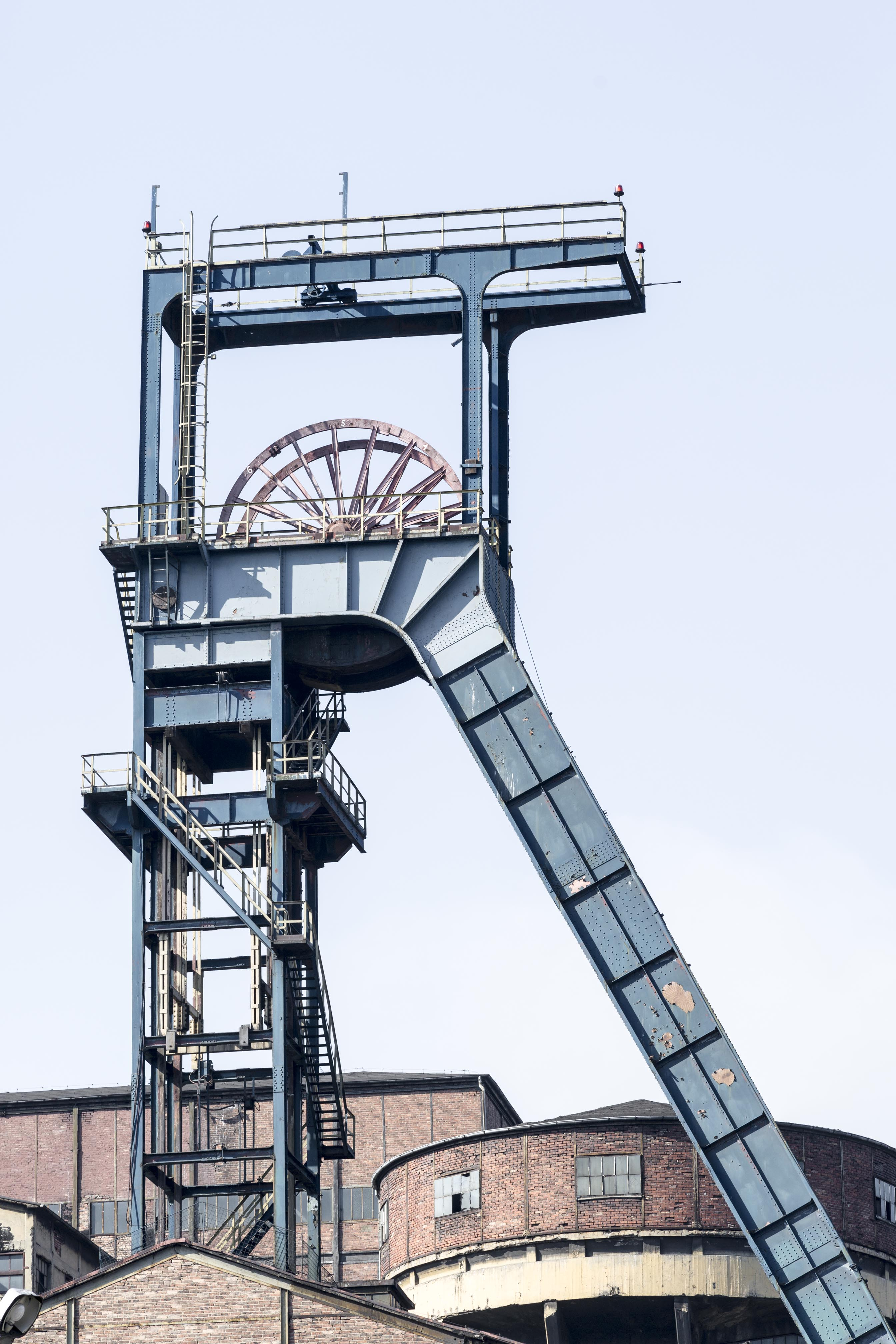
Mysłowice-Wesoła

第二次世界大戦で、シレジアの諸都市は大きく破壊された。特にこの地方最大の都市ヴロツワフ（ドイツ語名ブレスラウ）では都市や産業のほとんど全てが破壊され街全体が廃墟と化していた。ポーランド市民は自らの住宅地を建設するかたわら、これら破壊された諸都市の歴史的建築物の修復を開始、残された資料を基に各都市の旧市街をはじめとした街並みを戦前の姿に再建、産業を復興させた。

### ポーランド・ドイツにおける解決
1990年にドイツ統一が実現すると、同年11月のドイツ・ポーランド国境条約でオーデル・ナイセ線がポーランドと統一ドイツとの間の正式な国境であると確認されて領土問題は解決。1999年1月、ドルヌィ・シロンスク県およびシロンスク県を設置。2008年には欧州人権裁判所によって私有財産に関する問題の解決も確認され、これによってドイツとポーランドとの間のシレジアを巡るさまざまな問題は最終解決した。

### チェコ・ドイツ間に残る問題
戦争直後のドイツ人追放に発令された「ベネシュ布告」がいまだに有効であり、その内容の変更をチェコ国会が一切拒否していることもあって、ドイツ系のシレジア元住民とチェコ共和国との間に現在でもさまざまな問題が残されている。

## 地誌

### 地形と所産
南はズデーテン山地・ベスキト山地によってボヘミア・モラヴィアと接し、西はクラクフ・チェンストホヴァ高地を境にガリツィアと接している。中央を貫流するオドラ川がこの地を特徴づけ、川を下れば、かつてのカシューブ人のポモジェ公国の港町・シュチェチンに出ることが可能である。チェコに属するオドラ川上流部を遡行すれば、モラヴァ川やオロモウツをはじめとするモラヴィアの諸都市に抜けることができ、「モラヴィア門」と呼ばれている。古代からシレジア・モラヴィアは琥珀街道の一環をなし、ヨーロッパの南北を結ぶ、通商を初めとした交通上の要衝であった。琥珀街道の主要な地点としては、オーストリアのカルヌントゥム、ブルゲンラント州、スロヴェニア、西部ルートではロマンティック街道などがある。
産業面では、両国にとって歴史的に経済、特に鉱工業の大中心地である。しかし、この地の豊富な資源と大繁栄は、ポーランド、ドイツ・プロイセン、ボヘミア、オーストリアなどの争奪戦の対象となってきた。

### 資源
農業・牧畜
水や土壌・天候から算出した農業適地指標（pl）が高く農業、牧畜が盛んである。
地下資源
石炭の他、紀元前4世紀から鉄鉱石が採掘され、鉛、銅、銀、金、亜鉛、岩塩、カドミウム、ヒ素、ウランなどを保有する。石灰岩、セメントの材料の泥灰土、大理石、玄武岩などの採石場もある。
製鉄は1980年代に経済性と環境への悪影響から閉鎖した。2021年、ポーランド政府と石炭採掘組合は2049年までにすべての炭鉱を閉鎖する協定草案に合意した。
シレジアの炭田 アルファベット順。

| - ビエルショビツェ - ボレスワフ・スミアウィ - ボリニア - ブドリク - フワウォヴィツェ - ハレンバ | - ヤニナ - ヤンコヴィツェ - ヤス-モス - クルピンスキー - レグニツァ - ムルキ | - ムィスウォヴィツェ-ヴェソワ - ピアスト - プニオベク - ソビエスキー - ソシニツァ・マコショビ - スタジック | - シュチグウォヴィツェ - トゥロウ - ヴイェク - （ヴイェクの平定） - ジエモウィト - ゾフィフカ |

## 文化
建築, その他に、いまだドイツの影響が残る。住民文化はポーランドやチェコの文化であるが、ポーランドのオポレ県はドイツの民俗文化を伝える。しかし、この文化はドイツ本土の民俗文化とはかなり異なり、ポーランド系のシレジア公国群時代からの住民の伝統的な地方文化である。

ポーランドの前衛的現代音楽を牽引したジェネレーション51は、シレジア楽派と呼ばれることもある。

## 現在の区域

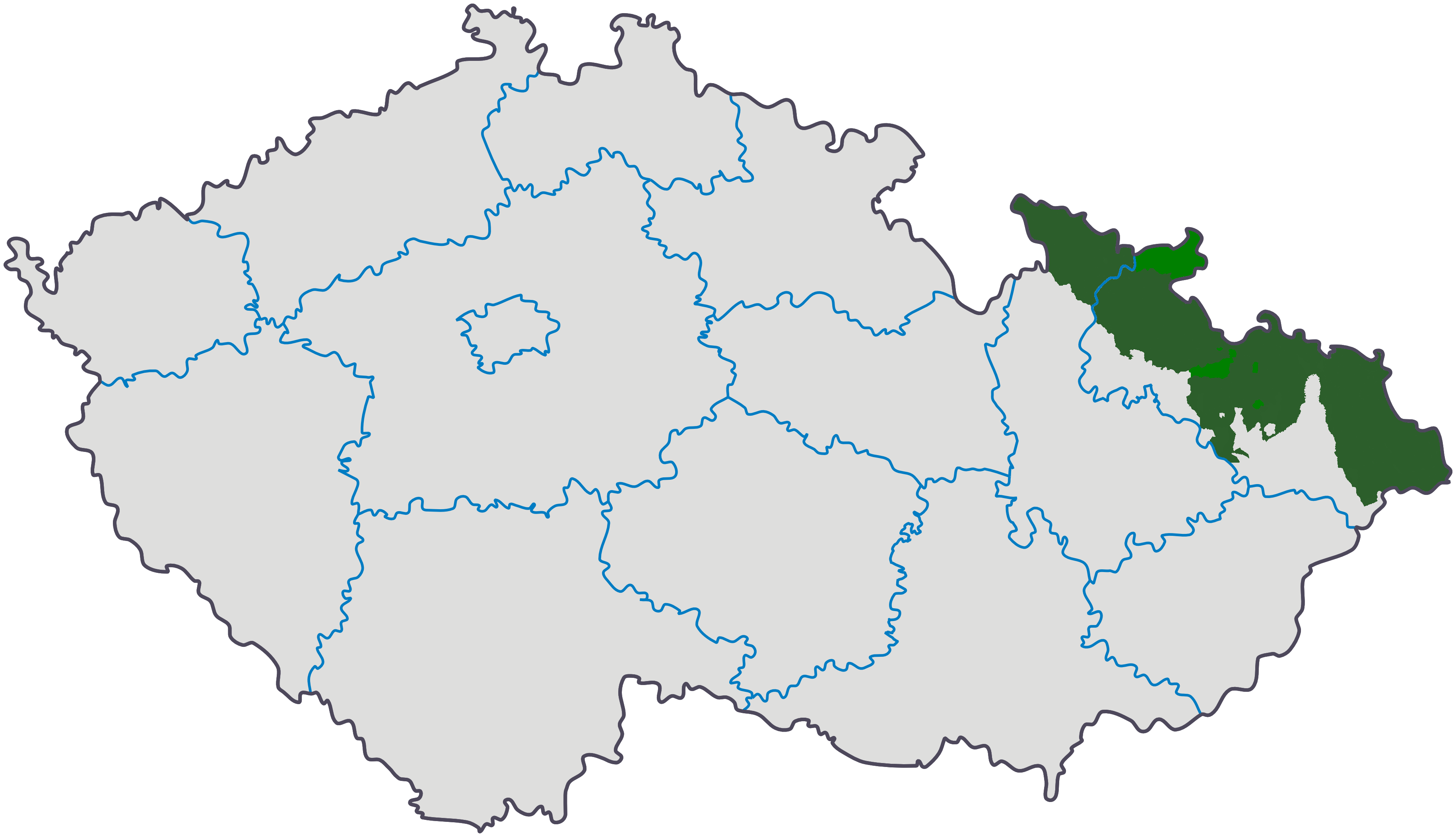
チェコ領スレスコの位置

- チェコ領スレスコ
- ポーランドの地方行政区画
  - ドルヌィ・シロンスク県
  - オポレ県
  - シロンスク県
- オーデル川

## 関係者
- アルベルト・ナイセル - ブラスロウ大学の教授（Albert Nisser 1855–1916）にムラージュ技術を導入した[12][13]。

### 出身者
- ハンス・ウルリッヒ・ルーデル - ナチス・ドイツ期のドイツ軍人。下シレジア、現在のポーランド領ドルヌィ・シロンスク県生まれ。

### 留学生
- 楠 太 - 1910–1912年在学、ナイセルの教え子。愛知県立医学専門学校の教授（皮膚病花柳病科初代）[14]
- 土肥 慶蔵（1866生–1931没） - 東京帝国大学の教授（皮膚泌尿器科初代[15]）。ナイセルに頼まれてブレスラウ大学で標本制作の技術を教えた[16]。ウィーン大学の恩師はカール・ヘニング（Carl Henning 1860–1917）。